# Tren pendular

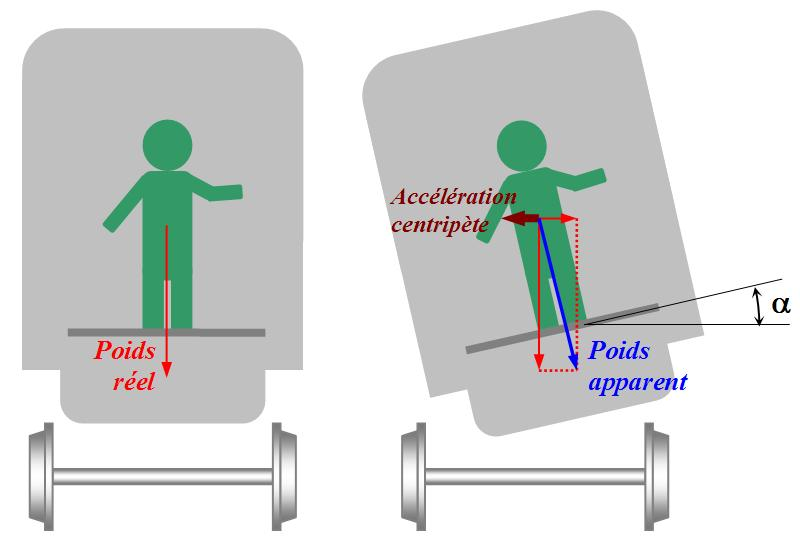
Principio de la tecnología pendular.

Un tren pendular es aquel capaz de inclinarse en las curvas, lo que le permite tomar las curvas a mayor velocidad que los trenes normales.
Entre los trenes pendulares existen los pasivos, que se inclinan por la inercia de la curva como se inclina un péndulo, y los activos, que disponen de mecanismos automáticos que inclinan el tren.

## Funcionamiento
Cuando tu tren (u otro vehículo) toma una curva con velocidad, los objetos en su interior experimentan el efecto de la fuerza centrífuga, lo que puede ocasionar que el equipaje se deslice desordenadamente, o que los pasajeros sentados se sientan aplastados contra el apoyabrazos lateral debido a la fuerza centrípeta, o que los pasajeros de pie pierdan el equilibrio. Los trenes pendulares están diseñados para contrarrestar este efecto. En una curva hacia la izquierda, el tren pendula a la izquierda, para compensar la fuerza g que empuja hacia la derecha, y viceversa.